# Tizen
Tizen é um sistema operacional de código aberto baseado no Linux sendo desenvolvido pela Linux Foundation em parceria com a Samsung. Inicialmente, o projeto foi anunciado como uma plataforma baseada em HTML5 para dispositivos móveis para suceder o sistema MeeGo. A Samsung fundiu seu sistema operacional móvel utilizado em seus dispositivos, o Bada no Tizen, e desde então a empresa tem usado o sistema em dispositivos vestíveis e smart TVs.
A plataforma do Tizen é um software de código aberto, apesar de que o seu o kit de desenvolvimento de software contenha componentes proprietários pertencentes à Samsung e partes do sistema são licenciadas sob a Flora License, um derivado da Licença Apache 2.0 que concede uma licença de patente apenas para "plataformas certificadas Tizen".

## Dispositivos compatíveis

### Smartwatch
- Samsung Galaxy Gear
- Samsung Gear S
- Samsung Gear S2
- Samsung Gear S3
- Samsung Gear 2
- Samsung Gear Fit 2
- Samsung Gear Fit 2 Pro
- Samsung Gear Sport
- Samsung Galaxy Watch
- Samsung Galaxy Watch Active
- Samsung Galaxy Watch Active 2
- Samsung Galaxy Watch 3

### Câmera
Câmera NX300 executando Tizen
- Samsung NX200
- Samsung NX300
- Samsung NX1

### Smartphone
- Samsung Z
- Samsung Z1
- Samsung Z2
- Samsung Z3
- Samsung Z4

### Televisão
- Todas as Smart TVs da Samsung a partir de 2015[1]